# پویایی‌شناسی لکه‌ای
پویایی‌شناسی لکه‌ای (به انگلیسی: Patch dynamics) یک دیدگاه بوم‌شناختی است که ساختار، کارکرد و دینامیک سیستم‌های بوم‌شناختی را می‌توان از طریق مطالعه تکه‌های تعاملی آنها درک کرد. پویایی‌شناسی لکه‌ای، به عنوان یک اصطلاح، ممکن است به تغییرهای مکانی-زمانی درون و در میان تکه‌هایی که یک چشم‌انداز را می‌سازند نیز اشاره داشته باشد. پویایی‌شناسی لکه‌ای در سیستم‌های خشکی و آبی در سطح‌های سازمانی و مقیاس‌های فضایی در همه جا وجود دارد. از دیدگاه پویایی‌شناسی لکه‌ها، جمعیت‌ها، جوامع، اکوسیستم‌ها و چشم‌اندازها ممکن است همه به‌عنوان موزاییک‌های تکه‌هایی که در اندازه، شکل، ترکیب، تاریخچه و ویژگی‌های مرزی متفاوت هستند، به‌طور مؤثر مورد مطالعه قرار گیرند.